# 怖い日曜日〜2000〜
『怖い日曜日〜2000〜』（こわいにちようび　にせん）は、2000年7月2日から11月26日まで日本テレビ（2000年9月まではCS★日テレでも放送）で放映されたテレビドラマシリーズ。全21回。「怖い日曜日」からはじまるシリーズの完結篇にあたるが、毎回完結のオムニバス形式なので直接の承継関係はない。
製作・撮影はオフィスクレッシェンド。

## 概要
「怖い日曜日」シリーズの例にもれず、ジャニーズJr.が異界からの使者であるナビゲーターとして番組を進行し、再現ドラマもジャニーズJr.が演じるという趣向が凝らされていた。ただしこのシリーズになると再現ドラマにジャニーズJr.が登場する回数が2回に1回までに減らされている。
視聴者の心霊体験を投稿してもらい、それをオムニバス形式のドラマとして紹介するという体裁をとっていたが、実際には木原浩勝、中山市朗らの実録怪談「新耳袋」シリーズ（メディアファクトリー/角川書店刊）を原作としたものであった。
語り手自身が死ぬ話が多発し、結局誰が投稿したんだということになるのは本シリーズのご愛嬌である。
第2回の「ええもんみせたろか」は、原作が刊行される前に放映された。シリーズ最長で半年間、2クールに渡って放送された。

## ナビゲーター
番組を進行するジャニーズJr.は、赤西仁、長谷川純、長谷部隼、萩原幸人の4名。

## 放送内容
主として登場したジャニーズJr.のみ紹介する。

### 第1回
2000年7月2日
- 「続きのシーン」ビデオに写った謎のノイズ：生田斗真
- 「エレベーター」誰もいない箱
- 「指差す先」死んだ兄が言いたかったこと：山崎哲寛

### 第2回
2000年7月9日
- 「ええもんみせたろか」奇妙なサラリーマン
- 「ヘアピン」出現するヘアピン：提箸一平
- 「微笑み」我が子を抱きたい!!亡き母の悲痛な叫び
- 「ほたる」その光が少年を…：田口淳之介（元：KAT-TUN）

### 第3回
2000年7月16日
- 「かおりちゃん」夢の中の少女：村上信五（現：関ジャニ∞）、大津綾香
- 「ランナー」闇に響く足音

### 第4回
2000年7月23日
- 「弟」小さな悪意：服部将也
- 「彼女の墓」白い花が導く先
- 「タクシーから聞いた話その弐」深夜2時の乗客

### 第5回
2000年7月30日
- 「千羽鶴」イジメの憂鬱：牧野紘二、小場賢、中江川力也
- 「お弁当」お弁当を渡すたびに謝る娘

### 第6回
2000年8月6日放送
- 「ニシオカケンゴ」お盆の夜に現れた男
- 「交差点」くっつく少年：東新良和、松崎祐介
- 「グラジオラス」愛犬の奇跡：関野沙織
- 「寒い」真夜中に聞こえた声：横山裕（現：関ジャニ∞）

### 第7回
2000年8月13日放送
- 「観覧車」死んだ妹との約束：宮城俊太
- 「ブラックリスト」

### 第8回
2000年8月27日放送
- 「祠の秘密」お前なんか消えてしまえ：中丸雄一（現：KAT-TUN）、上田竜也（現：KAT-TUN）
- 「コール」お願い、真実を話して…

### 第9回
2000年9月3日放送
- 「花嫁さん」戦争が残した悲しい記憶
- 「お母さんの自転車」毎日息子を迎えに来る母は…：五関晃一（現：A.B.C-Z）
- 「エレベーターその弐」深夜のエレベーターの怪

### 第10回
2000年9月10日放送
- 「記憶からの使者」よみがえる過去の恐怖!!：安田章大（現：関ジャニ∞）、大倉忠義（現：関ジャニ∞）
- 「最期の日記」 どうして助けてくれなかったの…

### 第11回
2000年9月17日放送
- 「診察室」恐怖の肝だめし：高井宙也、越岡裕貴、増田貴久（現：NEWS）
- 「殺人現場」カメラが写したものは…？
- 「命日」父への供養が小さな奇跡を…oo

### 第12回
2000年9月24日放送。CS★日テレでの放送はこの回を以って打ち切りになった。
- 「忘れ物」「カエシテ…」深夜１時の怪電話
- 「ダムの下」イジメられ消えた友人を探して…：藁谷亮太、川村陵、内澤祐豊

### 第13回
2000年10月1日放送。札幌テレビ放送ではこの回からネット開始（CS★日テレを受信していた人にとっては事実上の放送枠移動である）　それ以前は2000年4月から半年間自社製作のローカル番組放送のため未放送だったが、CS★日テレを受信できる環境の世帯では以前の回も視聴することができた。
- 「奇跡の友」また逢う日まで…：森雄介、中江川力也
- 「死神FAX」つきまとう瞳

### 第14回
2000年10月8日放送
- 「合図」天国からのメッセージ：辰巳雄大
- 「証明写真」つきまとう影の正体は !?：夏川あかね

### 第15回
2000年10月15日放送
- 「永遠の日々」お前のせいで彼女は！：伊藤達哉、上田竜也（現：KAT-TUN）
- 「血の伝言」お母さん、どうして：浅井江理名、津田匠子、岸菜愛

### 第16回
2000年10月22日放送
- 「吊り下がる」深夜に響く奇怪な音：加藤シゲアキ（現：NEWS）
- 「ハロウィン」お菓子をもらえない子： 上の平多香（希楽星）、佐藤旭（希楽星）

### 第17回
2000年10月29日放送
- 「父」父への思いが小さな奇跡を…：風間俊介
- 「振動」虫の知らせが教えてくれたこと

### 第18回
2000年11月5日放送
- 「投身する少女」屋上で見た少女の正体は…：上里亮太
- 「コンビニ」鬼門…深夜…客…：島田直樹

### 第19回
2000年11月12日放送
- 「ホテル」こんな部屋に泊まったら…：丸山隆平（現：関ジャニ∞）、石田友一
- 「水筒」夢か真か?! 戦場の兄が…

### 第20回
2000年11月19日放送
- 「僕の親友」奇跡の愛犬物語：田中聖（元：KAT-TUN）、伊藤友樹、中村聡志、大森美紀子
- 「血のマニキュア」死化粧：アヤカ 、義若泰祐、水越有子
- 「缶蹴り」ぼくらはいつも一緒だった：小森輝明、谷澤拓歩、河合郁人（現：A.B.C-Z）、戸塚祥太（現：A.B.C-Z）

### 第21回（最終回）
2000年11月26日放送
- 「ロケ先の怪」番組スタッフが体験した実話：風間俊介
- 「最終話」異界は存在する…：赤西仁、長谷川純、長谷部隼、萩原幸人